# Détroquage

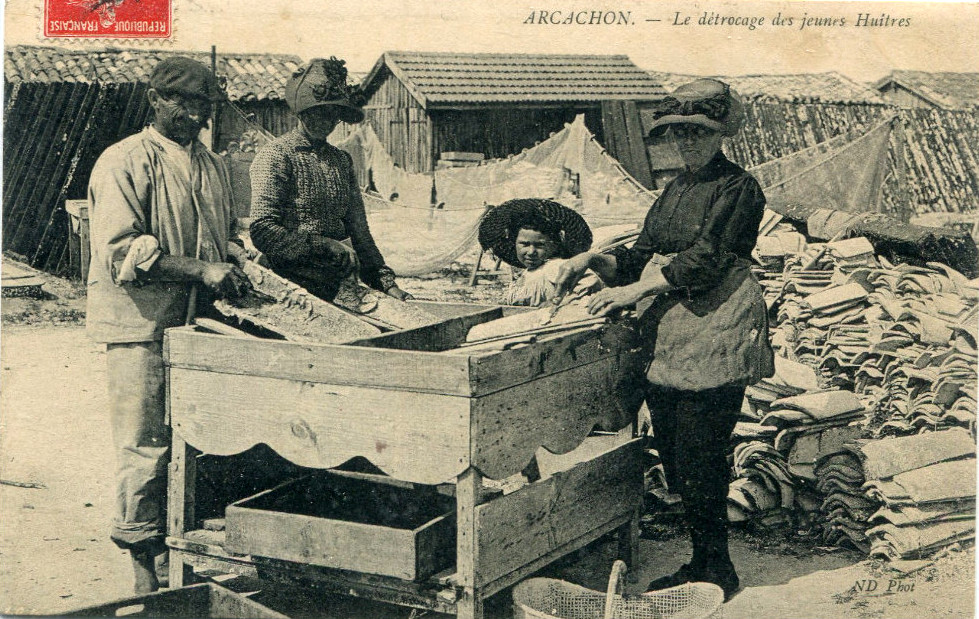
Détroquage dans le Bassin d'Arcachon entre 1900 et 1910 (carte postale).

Le détroquage est en ostréiculture l'opération qui consiste à :
- détacher les jeunes huîtres (généralement de 8 à 10 mois) du collecteur qui a permis le captage[1]. Cette étape s'inscrit en amont de la culture des huitres, après le captage à l'aide de collecteur et avant l'élevage et l'affinage[1], on parle de détroquage précoce[2].
- détacher les huitres de leur support d'élevage et séparer celle que se sont accolées[3],[4].

Cette opération était traditionnellement réalisée par les « femmes de cabanes ».
Le terme détroquage s'applique également à toutes les cultures de mollusques comme les moules.